# 柳家卯之吉
柳家 卯之吉 （生没年不詳、活動年代は大正中期から昭和の戦時中）は、落語家。
最初は1916年頃まで天狗連で花三治を名乗っていた。何時頃か初代三遊亭圓右の門下で右朝、1921年に三遊亭圓瓢、その後は4代目柳家小さん門下で柳家卯之吉となった。1941年頃まで確認できるがその後不明。